# دارين سامي
دارين سامي (بالإنجليزية: Darren Sammy)‏ (و. 1983  م) هو لاعب كريكت سانت لوسي.

## روابط خارجية
- دارين سامي على موقع إي آس بي آن كريك إنفو (الإنجليزية)